# Kwanji Nemoto
Kanji Nemoto (根本莞爾 Nemoto Kanji?, 1860-1936) fue un botánico japonés, conocido por sus investigaciones sobre las aráceas.

## Algunas publicaciones
- kanji Nemoto. 1936. Nippon-Shokubutsu-Soran-Hoi (Flora de Japón suplemento) ... Editor Shunyodo Shoten, 5 pp.

### Libros
- tomitarō Makino, kanji Nemoto. 1939. Nihon shokubutsu sōran. 1.936 pp.

## Eponimia
- (Aquifoliaceae) Ilex nemotoi Makino[1]
- (Asteraceae) Atractylis nemotoiana Arènes[2]
- (Asteraceae) Taraxacum nemotoi H.Koidz.[3]